# WarioWare D.I.Y. Showcase
WarioWare D.I.Y. Showcase, conocido en Japón como Asobu Made in Ore (あそぶメイド イン 俺  lit. "Juega hecho por mi"?), llamado también en Europa como WarioWare: Do It Yourself - Showcase es un videojuego que demuestra los resultados de WarioWare: D.I.Y. en una Wii.
Se lanzó el 29 de abril de 2009 en Japón, el 29 de marzo de 2010 en Estados Unidos, el 30 de abril de 2010 en Europa y el 20 de mayo de 2010 en Australia.
Esta versión completa la lista de los personajes que se pueden jugar (modo diamante).
El costo de WarioWare D.I.Y. Showcase es de 800 puntos.
Showcase no permite crear contenido, su propósito es mostrar micro-juegos en una pantalla de mayor tamaño que la del DS, solo puede recibir creaciones desde Warioware DIY para la consola DS o Conexión Wi-Fi de Nintendo pero este último servicio cerró en mayo de 2014.

## Historia
Todo comienza en ciudad Diamante.
Puedes jugar juegos cuando quieras y donde quieras.
WarioWare D.I.Y. Showcase no tiene eventos especiales como en los demás juegos de la saga WarioWare.

## Personajes
En Showcase, hay 4 personajes que puedes jugar. 
Entre ellos está:
- El extraordinario Wario Man

- ¡Drible y Spitz a la carrera!

- Kat y Ana: Patrulla Aérea

- Jet 18-Volt

Además cuando desbloquees todos los microjuegos de todos los personajes, podrás hacer dos mixes de todos los juegos.
- Mix normal

- Mix a toda pastilla

## Lugares
En WarioWare D.I.Y. Showcase sólo hay 3 lugares.
Entre ellos está:
- Megatienda Wario Man

- Encuentas

- Centro de Distribución

## Centro de Distribución
En el centro de Distribución podrás recibir, enviar y descargar microjuegos.
Puedes conectarte con otra Wii e intercambiar microjuegos (pero deberás activar el permiso de amigos).
También puedes recibir y enviar microjuegos a la DS por medio de WarioWare: D.I.Y.
E incluso puedes entrar a la tienda Ninsoft (CWF de Nintendo) para descargar microjuegos de otros usuarios.

### Permiso de Amigos
El permiso de amigos es el que te permitirá intercambiar microjuegos con otra Wii.
Para activarlo debes apuntar con el mando de Wii hasta el interruptor 'OFF' y
conectarte a la CWF de Nintendo. Una vez que ya tengas el permiso de amigos podrás
intercambiar muchos microjuegos.

### Tienda Ninsoft
La Tienda Ninsoft es una tienda en línea de WarioWare: D.I.Y. y WarioWare D.I.Y. Showcase donde puedes ver y descargar microjuegos de otras personas.
Debes conectarte a la CWF de Nintendo para conectarte a la tienda Ninsoft.